# Burkhard Voß

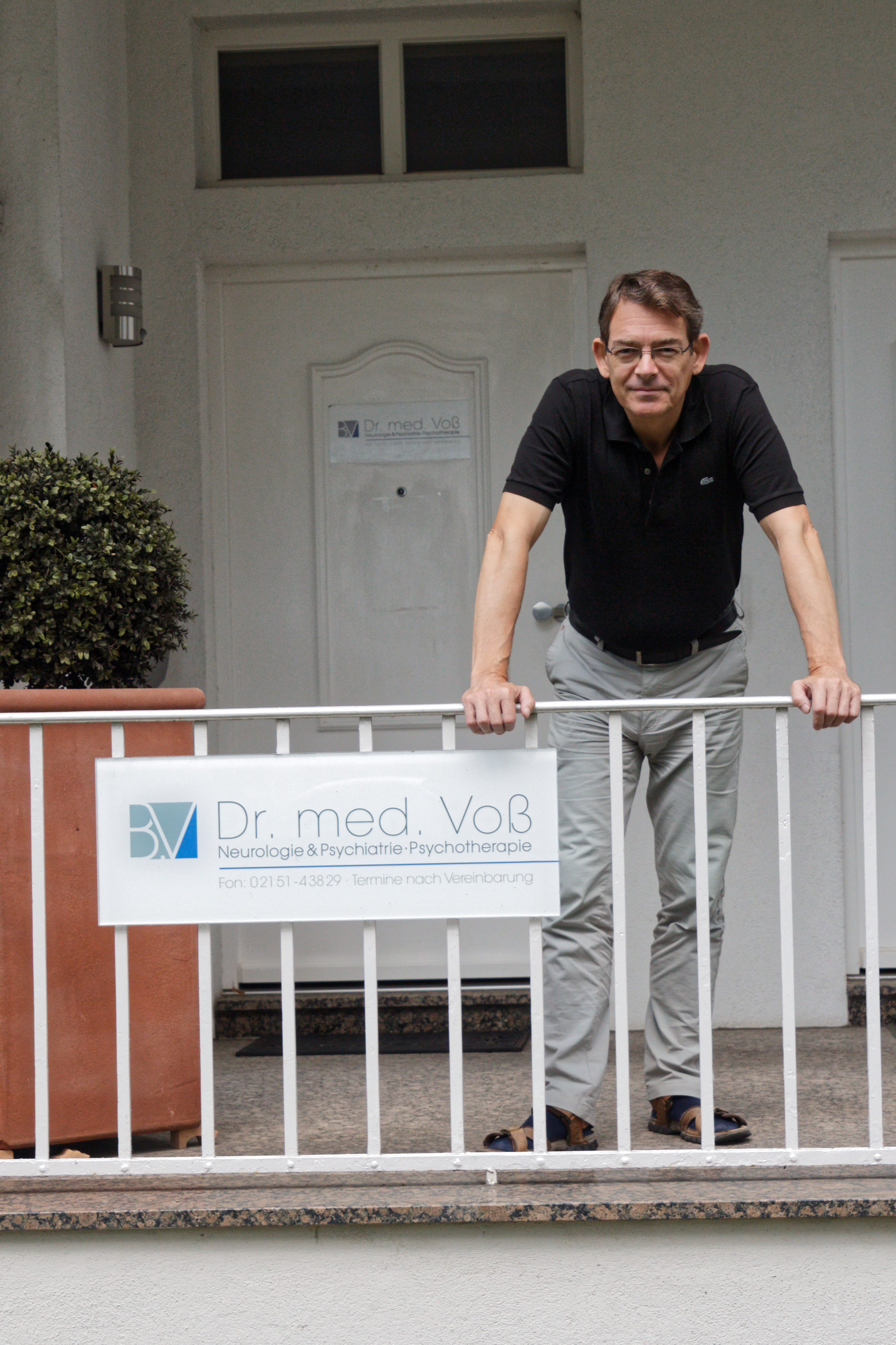
Burkhard Voß (2016)

Burkhard Voß (* 29. Juli 1963 in Hamm) ist ein deutscher Arzt für Neurologie, Psychiatrie, Psychotherapie und Autor.

## Leben
Nach der Grundschule besuchte er das Gymnasium Hammonense in Hamm bis zum Ablegen des Abiturs. Anschließend studierte er zwischen 1985 und 1991 Humanmedizin an der Westfälischen Wilhelms-Universität in Münster. Nach den Examina war er an verschiedenen Krankenhäuser in Krefeld, Warstein, Bad Oeynhausen und Kalkar als Arzt tätig. Im Juni 2000 wurde Voß mit dem Thema „Lichtevozierte Pupillenreaktion bei Patienten mit einer Alkoholdemenz“ promoviert. Von Januar 2002 bis Dezember 2005 war er Leiter des sozialpsychiatrischen Dienstes der Stadt Krefeld. Seit Januar 2006 ist Burkhard Voß niedergelassener Arzt für Neurologie, Psychiatrie und Psychotherapie in Krefeld.

## Werke
- Neurologie und Psychiatrie für Heilpraktiker. Sonntag Verlag, Stuttgart 2004, ISBN 3-8304-9061-5.
- Anatomie des Psychozirkus. Fischer Verlag, Frankfurt 2007.
- Total Banane oder wie irre ist der Psychoboom wirklich? Fischer Verlag, Frankfurt 2009, ISBN 978-3-89950-450-7.
- Kleines Lexikon psychologischer Irrtümer. 2. Auflage. Solibro Verlag, Münster 2016, ISBN 978-3-96079-026-6.
- Der Ruhestand – Das süße Gift. , Wissenschafts-Verlag, Berlin 2013, ISBN 978-3-8305-1974-4
- Deutschland auf dem Weg in die Anstalt – Wie wir uns kaputtpsychologisieren. Solibro Verlag, Münster 2015, ISBN 978-3-932927-90-4.[2]
- Albtraum Grenzenlosigkeit. Vom Urknall bis zur Flüchtlingskrise. Solibro Verlag, Münster 2017, ISBN 978-3-96079-031-0.
- Wenn der Kapitän als erster von Bord geht Wie Postheroismus unsere Gesellschaft schwächt. Solibro Verlag, Münster 2019, ISBN 978-3-96079-069-3.
- Psychopharmaka und Drogen. Fakten und Mythen in Frage und Antwort. Kohlhammer, Stuttgart 2020, ISBN 978-3-17-037074-6.
- Psychoblüten und Corona, GHV Verlag, 2021, ISBN 978-3-87336-729-6
- Deutschland in der Psychofalle – Der lange Weg in den Wahnsinn, Lichtschlag Buchverlag, Grevenbroich, 2022, ISBN 978-3-948971-12-0